# Tour dels Fiords 2017
El Tour dels Fiords 2017, 10a edició del Tour dels Fiords, es disputà entre el 24 i 28 de maig de 2017 sobre un recorregut de 873,2 km repartits entre cinc etapes, amb inici a Balestrand i final a Stavanger. La cursa formava part del calendari de l'UCI Europa Tour 2017, amb una categoria 2.1.
El vencedor final fou el noruec Edvald Boasson Hagen (Dimension Data), que també guanyà tres etapes i la classificació per punts. Completaren el podi el belga Dries Van Gestel (Sport Vlaanderen-Baloise) i el neerlandès Timo Roosen (Lotto NL-Jumbo). Van Gestel també guanyà la classificació dels joves, Wilmar Paredes (Manzana Postobón Team) guanyà la classificació de la muntanya i el Roompot-Nederlandse Loterij la classificació per equips.

## Equips
Vint equips van prendre part en aquesta edició.
| WorldTeams (3)- Lotto NL-Jumbo - Dimension Data - Team Sunweb Equips continentals professionals (8)- Roompot-Nederlandse Loterij - Caja Rural-Seguros RGA - Sport Vlaanderen-Baloise - CCC Sprandi Polkowice - Israel Cycling Academy - Manzana Postobón - Verandas Willems-Crelan - Wanty-Groupe Gobert Equips continentals (9)- Coop - Uno-X Hydrogen Development - Joker Icopal - FixIT.no - VéloCONCEPT - Tre Berg-PostNord - Riwal Platform - Sparebanken Sør - ColoQuick-Cult |
| |

## Etapes
| Etapa    | Data       | Ciutats d'etapa     | type              | Distància (km) | Vencedor de l'etapa  | Líder de la general  |
| -------- | ---------- | ------------------- | ----------------- | -------------- | -------------------- | -------------------- |
| 1a etapa | 24 de maig | Balestrand – Førde  | etapa accidentada | 189,8          | Dries Van Gestel     | Daniel Turek         |
| 2a etapa | 25 de maig | Gulen – Norheimsund | etapa accidentada | 183,1          | Timo Roosen          | Dries Van Gestel     |
| 3a etapa | 26 de maig | Odda – Kopervik     | etapa plana       | 176,9          | Edvald Boasson Hagen | Dries Van Gestel     |
| 4a etapa | 27 de maig | Stavanger – Sandnes | etapa accidentada | 160,4          | Edvald Boasson Hagen | Dries Van Gestel     |
| 5a etapa | 28 de maig | Hinna – Stavanger   | etapa accidentada | 163            | Edvald Boasson Hagen | Edvald Boasson Hagen |

## Classificació final
| \| Classificació general \| Classificació general \| Classificació general \| Classificació general \| Classificació general \| \| Corredor \| Corredor \| Equip \| Temps \| \| \| --------------------- \| --------------------- \| --------------------------- \| --------------------- \| --------------------- \| \| 1r \| Edvald Boasson Hagen \| Dimension Data \| 21h 36' 25" \| \| \| 2n \| Dries Van Gestel \| Sport Vlaanderen-Baloise \| + 9" \| \| \| 3r \| Timo Roosen \| LottoNL-Jumbo \| + 29" \| \| \| 4t \| August Jensen \| Team Coop \| + 43" \| \| \| 5è \| Lennard Kämna \| Team Sunweb \| + 47" \| \| \| 6è \| Eliot Lietaer \| Sport Vlaanderen-Baloise \| + 50" \| \| \| 7è \| Jeroen Meijers \| Roompot-Nederlandse Loterij \| + 51" \| \| \| 8è \| Nick van der Lijke \| Roompot-Nederlandse Loterij \| + 54" \| \| \| 9è \| Andreas Vangstad \| Sparebanken Sør \| + 55" \| \| \| 10è \| Carl Fredrik Hagen \| Joker Icopal \| + 55" \| \| |                      |                             |             |
| |                      |                             |             |
| Font: ProCyclingStats |                      |                             |             |
| Classificació general |                      |                             |             |
| Corredor | Corredor             | Equip                       | Temps       |
| 1r | Edvald Boasson Hagen | Dimension Data              | 21h 36' 25" |
| 2n | Dries Van Gestel     | Sport Vlaanderen-Baloise    | + 9"        |
| 3r | Timo Roosen          | LottoNL-Jumbo               | + 29"       |
| 4t | August Jensen        | Team Coop                   | + 43"       |
| 5è | Lennard Kämna        | Team Sunweb                 | + 47"       |
| 6è | Eliot Lietaer        | Sport Vlaanderen-Baloise    | + 50"       |
| 7è | Jeroen Meijers       | Roompot-Nederlandse Loterij | + 51"       |
| 8è | Nick van der Lijke   | Roompot-Nederlandse Loterij | + 54"       |
| 9è | Andreas Vangstad     | Sparebanken Sør             | + 55"       |
| 10è | Carl Fredrik Hagen   | Joker Icopal                | + 55"       |